# Elisabeth Alexandrine van Württemberg

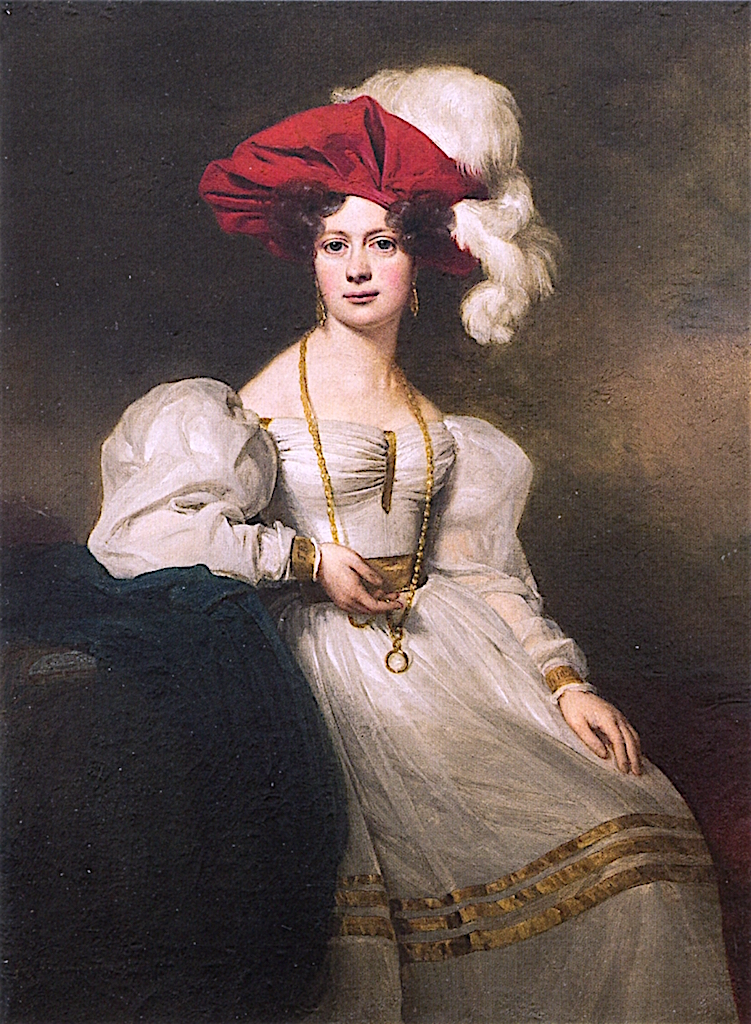
Portret van Elisabeth Alexandrine van Württemberg door Franz Xaver Winterhalter (1832)

Elisabeth Alexandrine Constance van Württemberg (Würzau, Koerland, 27 februari 1802 – Karlsruhe, Duitsland, 5 december 1864) was de dochter van prinses Henriëtte van Nassau-Weilburg en Lodewijk van Württemberg, een zoon van hertog Frederik Eugenius van Württemberg.
Ze trouwde op 16 oktober 1830 te Stuttgart, Duitsland, met Willem van Baden (1792-1859), zoon van Karel Frederik van Baden. Willem en Elisabeth Alexandrine kregen vier dochters:
- Wilhelmine Pauline Henriëtte Amalie Luise (1833-1834)
- Sophie Pauline Henriëtte Amalie Louise (1834-1904), getrouwd met vorst Woldemar van Lippe
- Pauline Sophie Elisabeth Marie (1835-1891)
- Leopoldine Wilhelmine Pauline Amalie Maximiliane (1837-1903), getrouwd met Hermann zu Hohenlohe-Langenburg

Ze stierf op 62-jarige leeftijd te Karlsruhe, Duitsland.